# Kritimys
Kritimys — вимерлий рід гризунів, який був ендеміком острова Крит у плейстоцені. Відомі два види: K. kiridus з раннього-середнього плейстоцену та його нащадок K. catreus з пізнього плейстоцену. Як і більшість острівних гризунів, Критіміс був більшим за своїх материкових родичів.